# Attu (Pargas)
Pour les articles homonymes, voir Attu.
Attu (finnois : Attu) est une île de l'archipel de Turku à Pargas en Finlande.

## Géographie
Attu est située a une quinzaine de kilomètres au sud du centre-ville de Parainen à l'extrémité de la Pemarfjärden.
À la fin des années 1990, un pont a été construit entre Attu et Mielisholm, mais pour se rendre au centre-ville, il faut prendre un traversier de Mielisholm (sv) jusqu'au village de Våno sur Stortervolandet. 
La partie sud d'Attu est la péninsule de Jermo où se trouve l'embarcadère.
La superficie de l'île est de 19,88 kilomètres carrés,.
Dans les années 1930, le Manoir d'Attu (fi)  appartenait au rédacteur en chef Amos Anderson.

## Galerie

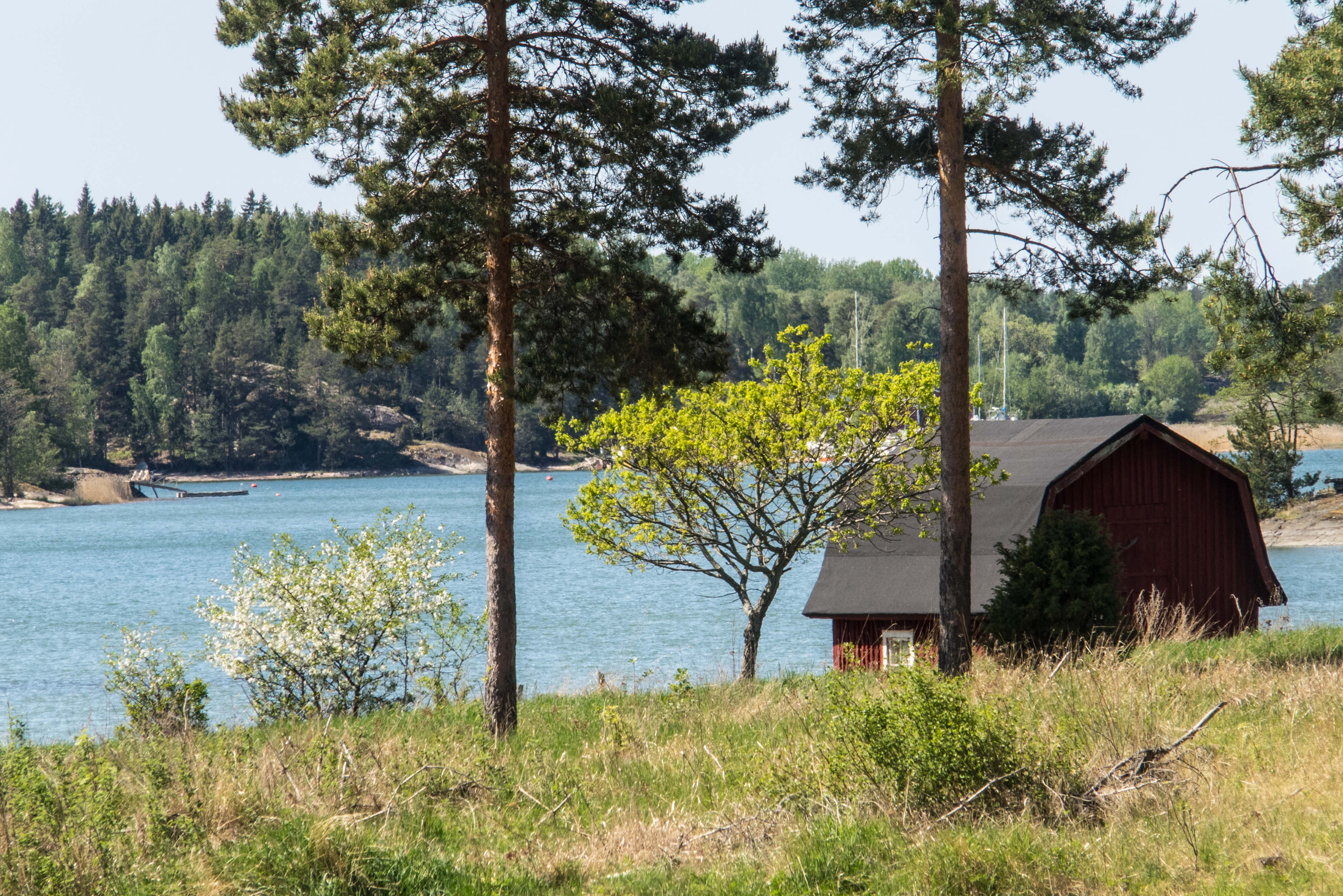
Sud-ouest d'Attu.
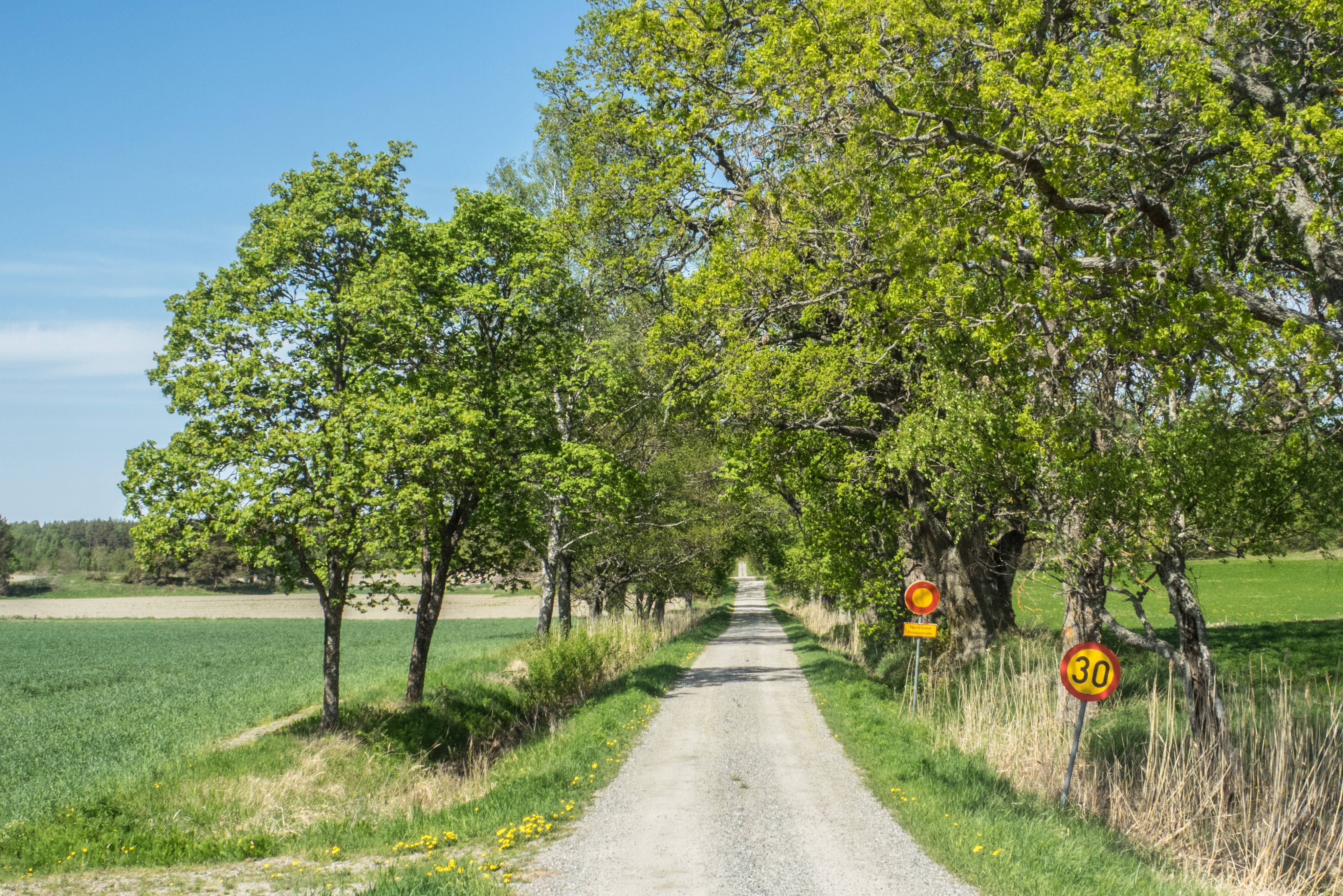
Chemin du manoir d'Attu.